# Švédská královská knihovna
Královská knihovna (švédsky: Kungliga biblioteket) je národní knihovna Švédského království. Sídlí ve Stockholmu. Je státní agenturou podřízenou ministerstvu školství a výzkumu. Schraňuje asi 18 milionů položek. Kořeny instituce sahají do roku 1661, kdy Švédská tajná rada nařídila všem tiskařům ve Švédsku, aby před distribucí knihy či periodika zaslaly dvě kopie k rukám rady. Jedna kopie měla jít do Švédského národního archivu (Riksarkivet), druhá k rukám nově jmenovaného Královského knihovníka Johannese Bureuse. Motiv pro toto nařízení tehdy nepocházel z touhy zachovat publikace pro budoucí generace, ale z potřeby sledovat jejich obsah. Základ knižní sbírky ale položily i švédští králové, zejména pak Gustav I. Vasa, který shromáždil velké množství knih a tiskovin na hradě Tre Kronor (dnes již neexistujícím, na jeho místě stojí Stockholmský palác). Některé tyto knihy byly zakoupeny v zahraničí, jiné byly zabaveny švédským klášterům během reformace. Sbírka byla rozšířena i o kořist z třicetileté války. Vyloupeny byly zejména biskupská knihovna ve Würzburgu (1631), knihovna Olomoucké univerzity (1642) a královská knihovna v Praze (1648). Díky této poslední proslulé loupeži pár hodin před koncem války se do sbírek Švédské královské knihovny dostala proslulá „Ďáblova bible“ (Codex Gigas) ze 13. století. Mnoho z pokladů bylo navždy ztraceno při požáru hradu Tre Kronor v roce 1697. Shořelo 17 286 svazků a 1103 rukopisů. Dochovalo se naopak jen 6700 svazků a 283 rukopisů. Byly poté dočasně uloženy v různých šlechtických palácích ve Stockholmu. V roce 1768 byly přestěhovány do severovýchodního křídla nového královského paláce. V roce 1780 byl zrušen Archiv starožitností a většina jím uchovávaných knih byla převedena do Královské knihovny. V roce 1792 daroval Gustav III. svou soukromou knihovnu čítající 14 500 děl a o čtyři roky později daroval Gustav IV. Adolf dalších 7500 knih. Roku 1814 tak národní knihovna disponovala asi 40 000 svazky. V roce 1877 se přestěhovala do nových prostor v parku Humlegården, kde sídlí dosud. Budovu v Humlegårdenu navrhl Gustaf Dahl. Roku 1887 začala její elektrifikace, ale plně elektrifikována byla až v roce 1964. V letech 1926-1927 byla přistavěna dvě křídla. Roku 1997 byla dokončena kompletní rekonstrukce. V roce 2004 vypukl skandál, když vyplulo na povrch, že ze sbírek bylo ukradeno nejméně 62 vzácných knih. Následné vyšetřování odhalilo, že zlodějem byl vedoucí knihovník Anders Burius, který knihy vydražil v německé aukční síni. V roce 2015 byly některé tyto knihy vráceny do Švédska americkým státním zastupitelstvím. K roku 2021 bylo ale vráceno jen 17 z 62 ukradených knih.